# 日新駅
日新駅（イルシンえき）は、大韓民国京畿道楊平郡にある韓国鉄道公社（KORAIL）中央線の駅である。

## 歴史
- 1940年4月1日：九屯駅（クドゥンえき、구둔역）として営業開始。当時は普通駅であった。
- 1996年1月1日：乗車券車内取扱駅に転換。
- 2006年12月4日：登録文化財第296号に登録される。
- 2012年8月16日：現在の駅に移設。同時に無配置簡易駅に格下げ。
- 2012年9月25日：龍門 - 西原州間での新線開通。
- 2013年11月20日：日新駅へ改称。

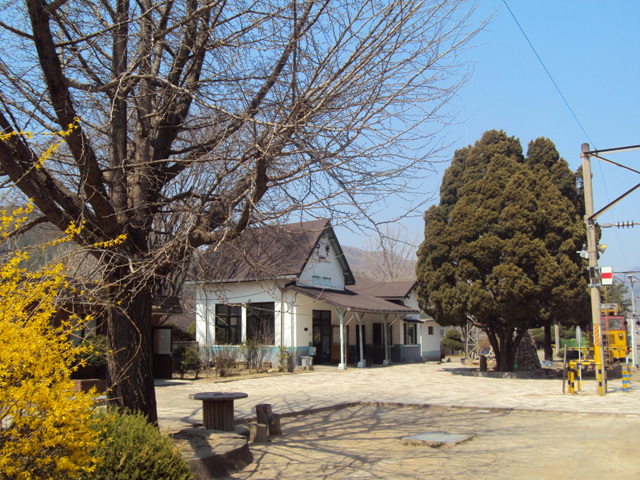
旧駅舎
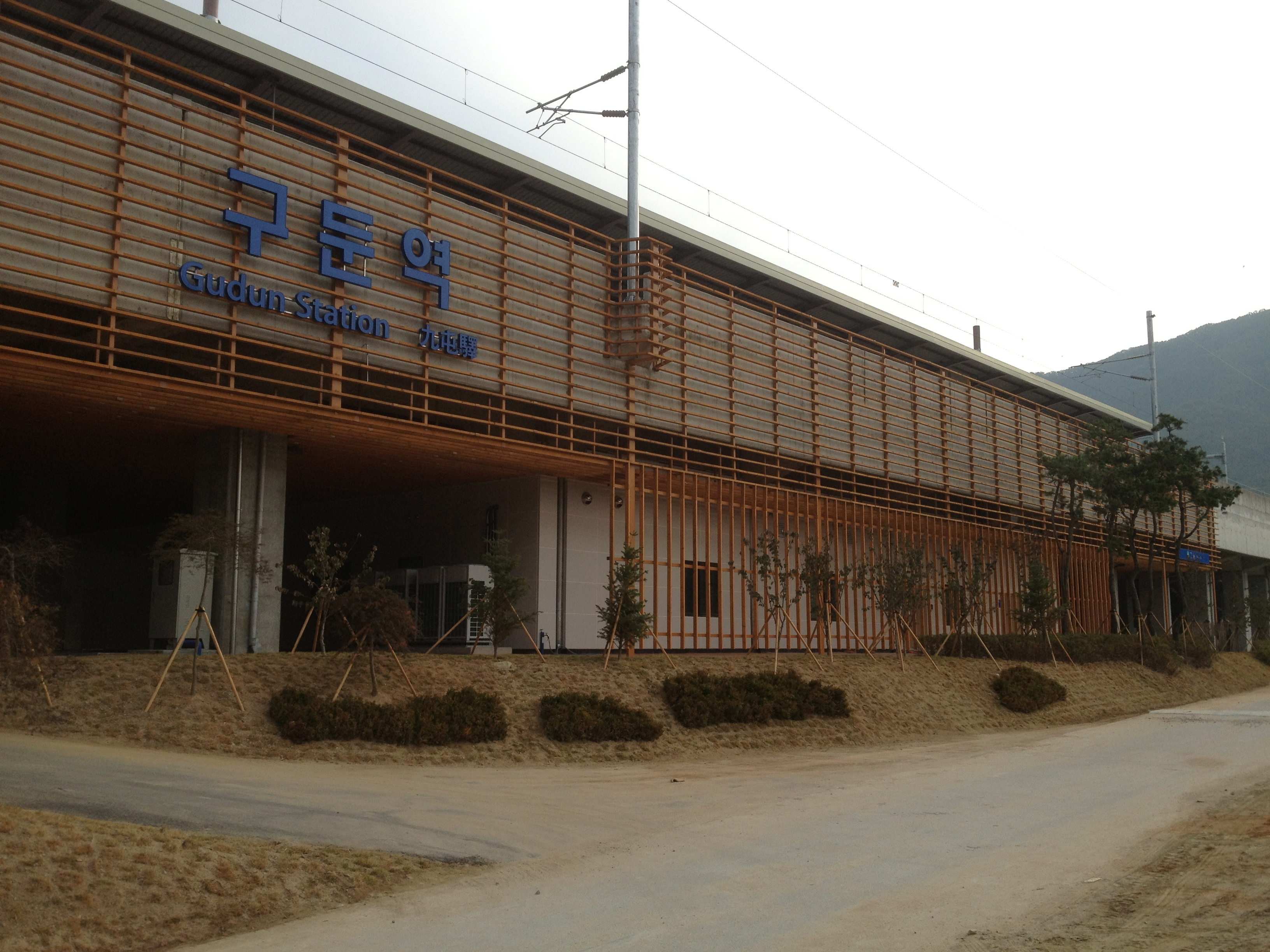
駅舎(九屯駅時代)
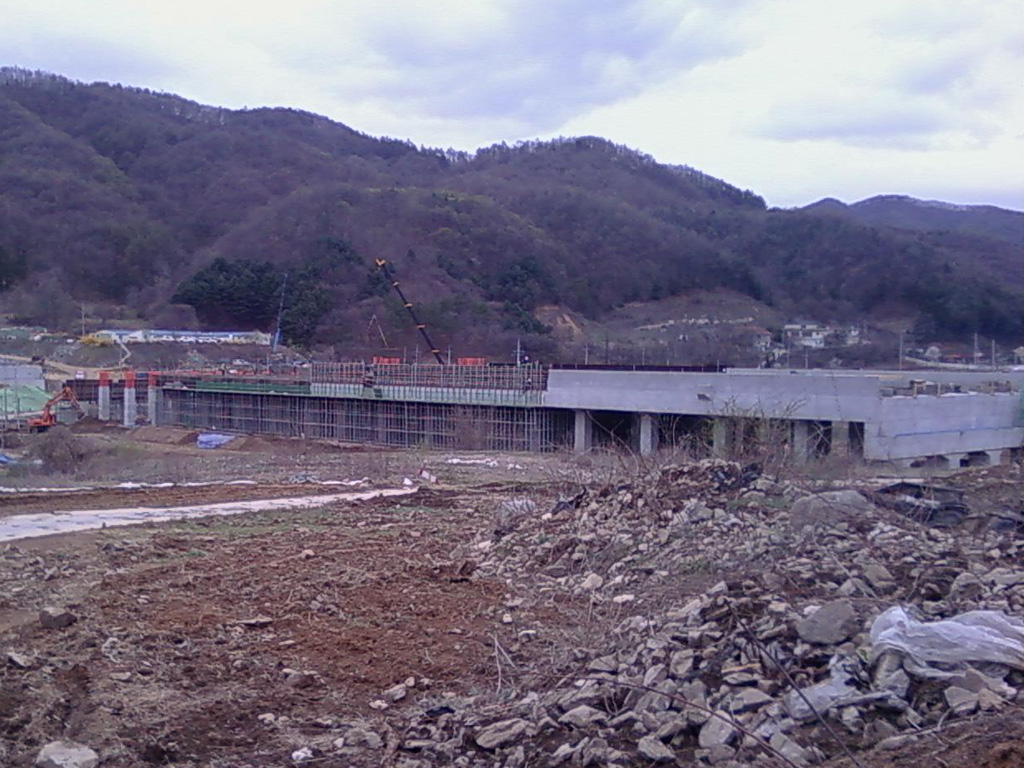
工事中の現駅舎

## 駅構造
相対式ホーム2面2線の高架駅。

### のりば
| 1 | 中央線 | 待避線       |                      |
| 2 | 中央線 | ムグンファ号 | 原州・堤川・江陵方面 |
| 3 | 中央線 | ムグンファ号 | 楊平・清凉里方面     |
| 4 | 中央線 | 待避線       |                      |

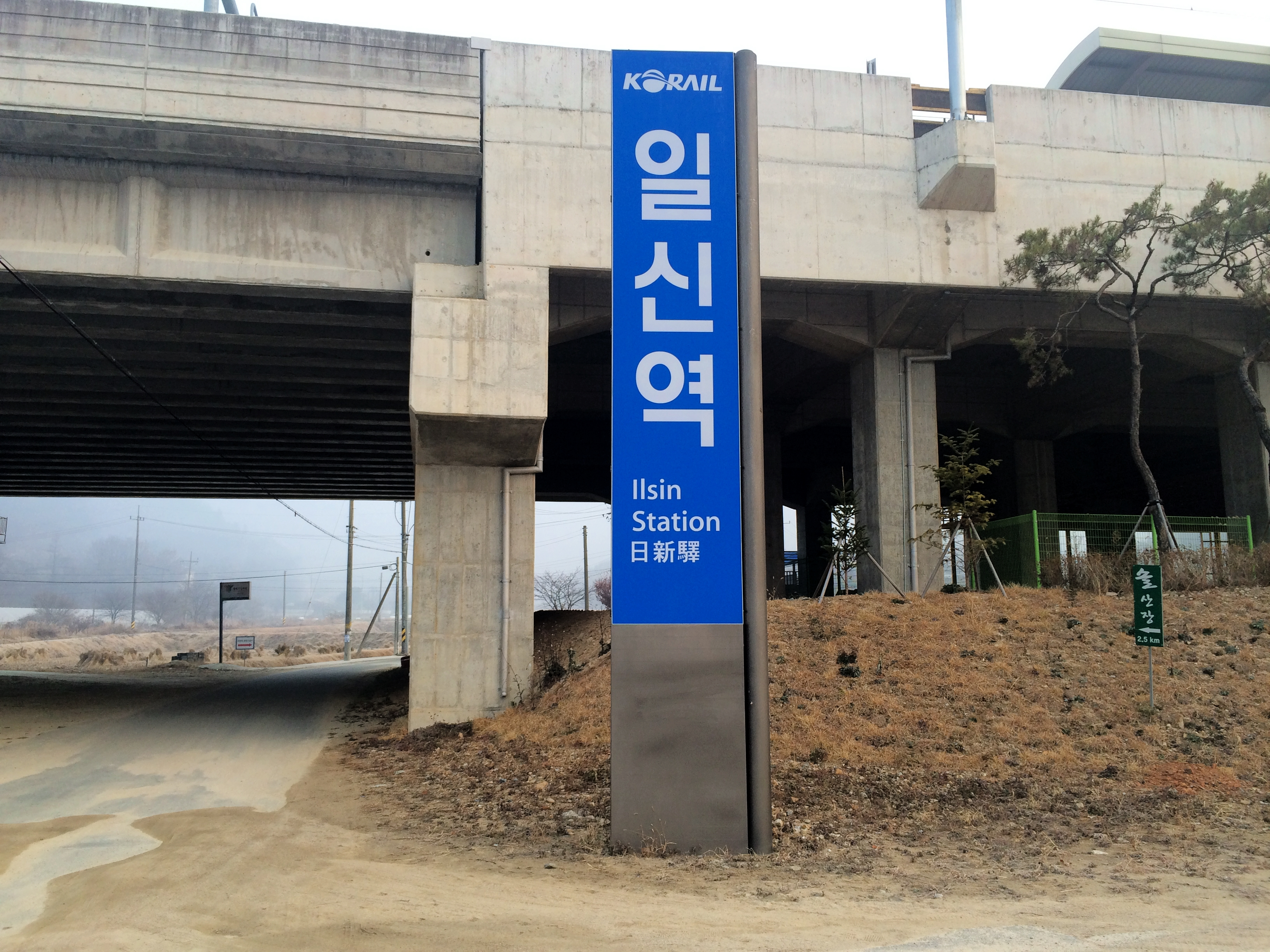
駅入口
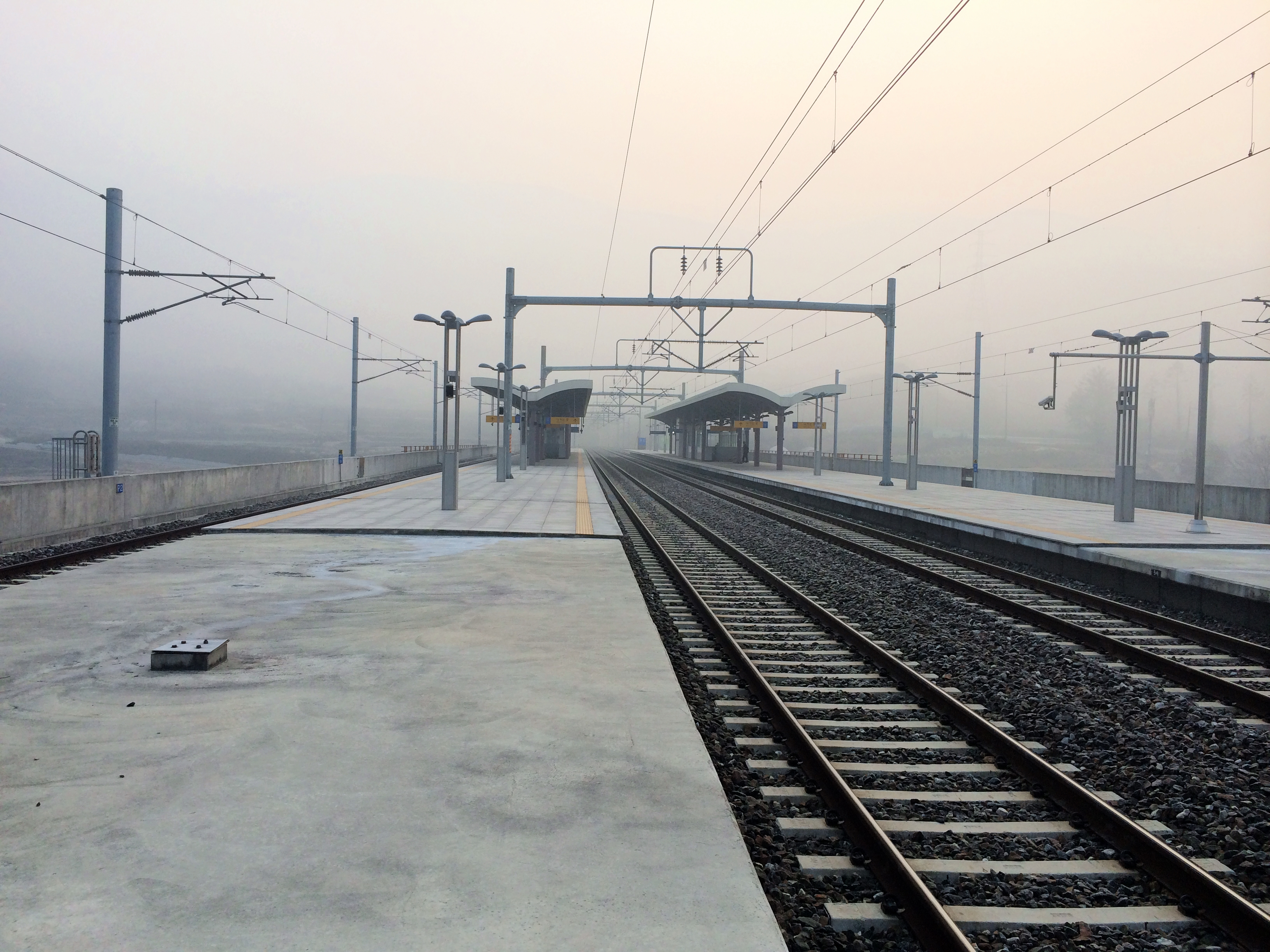
ホーム
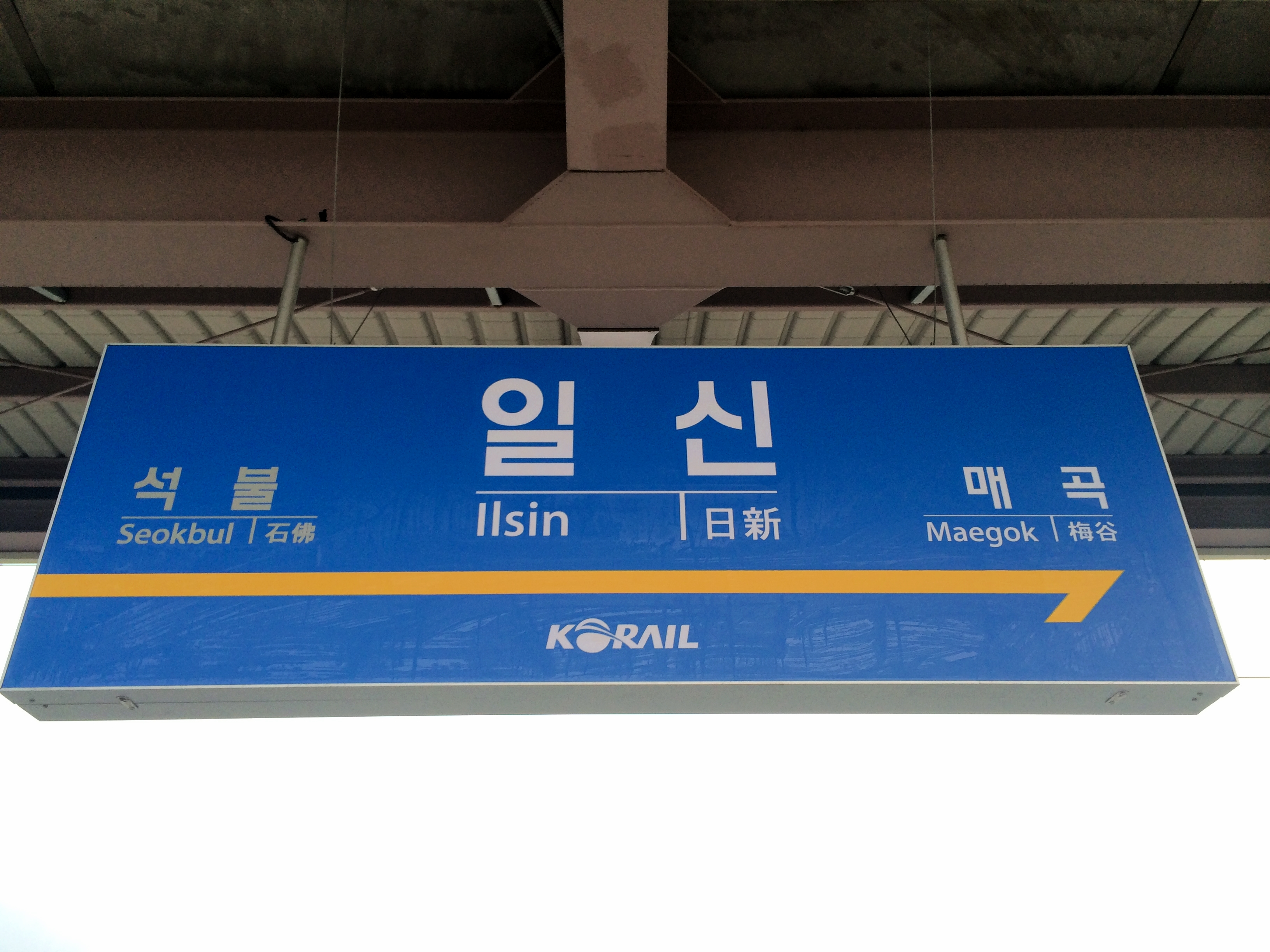
駅名標

## 隣の駅
韓国鉄道公社
中央線
石仏駅 - 日新駅 - 梅谷駅